# Cycle solaire 5
Le cycle solaire 5 est le cinquième cycle solaire depuis 1755, date du début du suivi intensif de l'activité et des taches solaires. Il a commencé en 1798 et s'est achevé en 1810.